# Empfingen
Empfingen è un comune tedesco di 4 286 abitanti, situato nel land del Baden-Württemberg.